# Willard Hall (Politiker)

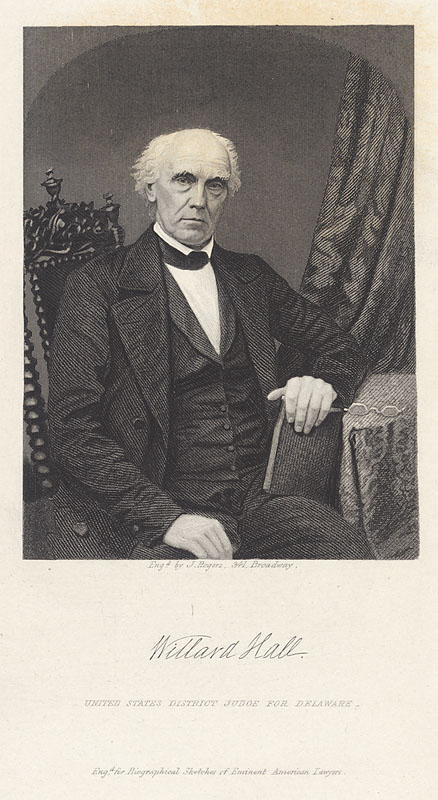
Willard Hall

Willard Hall (* 24. Dezember 1780 in Westford, Middlesex County, Massachusetts; † 10. Mai 1875 in Wilmington, Delaware) war ein US-amerikanischer Jurist und Politiker. Zwischen 1817 und 1821 vertrat er den Bundesstaat Delaware im US-Repräsentantenhaus.

## Werdegang
Willard Hall besuchte die öffentlichen Schulen seiner Heimat und die Westford Academy. Danach studierte er bis 1799 an der Harvard University. Nach einem anschließenden Jurastudium und seiner im Jahr 1803 erfolgten Zulassung als Rechtsanwalt begann er in Dover in seinem neuen Beruf zu arbeiten.
Hall wurde Mitglied der Demokratisch-Republikanischen Partei. Zwischen 1811 und 1814 war er als Secretary of State der geschäftsführende Beamte der Staatsregierung von Delaware. 1816 wurde er zum zweiten Abgeordneten seines Staates im US-Repräsentantenhaus gewählt. Nach einer Wiederwahl im Jahr 1818 konnte er zwischen dem 4. März 1817 und dem 22. Januar 1821 im Kongress verbleiben. Nachdem er die Wahlen des Jahres 1820 verloren hatte, trat er im Januar 1821 vorzeitig von seinem Mandat zurück.
Im Jahr 1821 wurde Hall noch einmal Secretary of State in Delaware. Damals legte er den Grundstein für das zukünftige Schulsystem dieses Staates. Im Jahr 1821 war er Delegierter auf einer Versammlung zur Überarbeitung der Staatsverfassung. Zwischen dem 6. Januar 1822 und dem 5. Januar 1823 saß er für eine Legislaturperiode im Senat von Delaware. Am 6. Mai 1823 wurde Willard Hall von Präsident James Monroe zum Richter am Bundesbezirksgericht für den Distrikt Delaware ernannt. Dieses Amt übte er bis zum 6. Dezember 1871 aus. Seit 1825 war er in Wilmington ansässig. Im Jahr 1829 fasste er die neuen Gesetze des Staates Delaware zusammen.
Von 1852 bis 1870 war er neben seiner Richtertätigkeit auch noch Vorsitzender des Schulausschusses der Stadt Wilmington. Nach seinem Rücktritt vom Richteramt im Dezember 1871 im Alter von fast 91 Jahren zog er sich in den Ruhestand zurück. Er starb im Mai 1875 mit 94 Jahren und wurde in Wilmington beigesetzt.